# MFK 젬플린 미할로우체
MFK 젬플린 미할로우체(슬로바키아어: MFK Zemplín Michalovce)는 미할로우체를 연고로 하는 슬로바키아의 축구 클럽이다. 현재는 슬로바키아 수페르리가에 참가하고 있다.

## 성적
- 2. 리가 우승 1회 (2014-15), 준우승 1회 (2013-14)
- 슬로바키아 컵 4강 1회 (2016-17)

## 선수 명단

### 현역
참고: FIFA 자격 규정에 따라 소속된 국가대표팀 국기를 표시합니다. 선수는 복수의 FIFA 비회원국 국적을 가지고 있을 수 있습니다.
| 번호 | 포지션 | 국적       | 이름            |
| ---- | ------ | ---------- | --------------- |
| 9    | FW     | 슬로바키아 | 마투스 마르친   |
| 10   | FW     | 슬로바키아 | 이고르 조프차크 |
| 21   | MF     |            | 사무엘 라모스   |

| 번호 | 포지션 | 국적 | 이름          |
| ---- | ------ | ---- | ------------- |
| 55   | MF     |      | 어르투르 무삭 |
| 91   | FW     |      | 에두비 이코바 |

## 역대 감독
| 감독      | 임기        |
| --------- | ----------- |
| 얀 코자크 | 2002 ~ 2003 |

틀:MFK 젬플린 미할로우체 선수 명단